# Tarantasio
Tarantasio es un dragón legendario que aterrorizaba a los habitantes del lago Gerundo en la zona de Lodi. Se creía que devoraba niños, destruía barcos y su aliento pestilente envenenaba el aire y provocaba la fiebre amarilla.
Prueba de ello es el nombre de una fracción de Cassano d'Adda llamada Taranta.

## Leyenda

Escudo de Armas de los Visconti de Milán mostrando a la biscione, una serpiente ingiriendo a un humano.

Según la leyenda popular, el lago Gerundo habría estado habitado por un dragón llamado Tarànto o más comúnmente conocido como Tarantasio, el cual se alimentaba especialmente de niños. El monstruo era descrito como una criatura con forma de serpiente, con una cabeza y cuernos grandes, pies y cola palmeados, que lanzaba fuego por la boca y humo por la nariz. En un documento de 1300 se habla de una gran criatura que murió en Lodi, a la cual se le dio el nombre de Dragón Tarantasio y se dice que sus huesos estuvieron conservados hasta el 1800. El monstruo era conocido en Milán, ya que aparece en un fresco del año 1200 en la Iglesia de San Marco donde se muestra a un hombre cerca de un enorme lagarto gigante que sale del agua.
Surgieron muchas leyendas sobre el dragón, estando todas ligadas por la conjunción entre el asesinato de Tarànto y el drenaje del lago. Algunas fuentes populares atribuyen el drenaje y la recuperación del lago a San Cristóbal, que venció al dragón, o a Federico I Barbarroja. La atribución más llamativa del asesinato del dragón fue al fundador de los Visconti, el cual adoptó a la criatura derrotada como símbolo, o la serpiente con el bebé en la boca.
Otra leyenda afirma que el obispo de Lodi, Bernardino Tolentino, mató a la bestia y la llevó en procesión prometiendo restaurar la iglesia de San Cristóbal. Supuestamente el esqueleto, o una parte de él, se mantuvo en esta iglesia hasta el 1700. Muchos testimonios de la época hablan del esqueleto y aún hoy en Bérgamo y Cremona se conservan costillas de más de 2 metros, atribuidas a esta criatura, aunque expertos consideran que pertenecen a animales prehistóricos.
Según otra leyenda, luego del drenaje del lago, Tarantasio se escondió bajo tierra. El descubrimiento de yacimientos de metano por parte de la AGIP fue relacionado con dicha leyenda, que fue una fuente de inspiración para el escultor Luigi Broggini, quien utilizó un Tarantasio para diseñar la imagen del perro de seis patas, símbolo de marca de Eni.